# Ballspielverein Borussia 09 Dortmund 2022-2023
Questa pagina raccoglie i dati riguardanti il Ballspielverein Borussia 09 Dortmund nelle competizioni ufficiali della stagione 2022-2023.

## Stagione
La stagione 2022-2023 si apre con il ritiro di Marcel Schmelzer, che dopo 14 anni alla corte dei gialloneri, decide di ritirarsi dal calcio giocato.

## Maglie e sponsor
| Casa | Trasferta | Terza Divisa |

## Rosa[1]
In corsivo i calciatori ceduti durante la stagione 
| N. |                           | Ruolo | Calciatore            |
| -- | ------------------------- | ----- | --------------------- |
| 1  | Svizzera (bandiera)       | P     | Gregor Kobel          |
| 2  | Spagna (bandiera)         | D     | Mateu Morey           |
| 4  | Germania (bandiera)       | D     | Nico Schlotterbeck    |
| 6  | Germania (bandiera)       | C     | Salih Özcan           |
| 7  | Stati Uniti (bandiera)    | C     | Giovanni Reyna        |
| 8  | Germania (bandiera)       | C     | Mahmoud Dahoud        |
| 9  | Costa d'Avorio (bandiera) | A     | Sébastien Haller      |
| 10 | Belgio (bandiera)         | C     | Thorgan Hazard        |
| 11 | Germania (bandiera)       | A     | Marco Reus (capitano) |
| 13 | Portogallo (bandiera)     | D     | Raphaël Guerreiro     |
| 14 | Germania (bandiera)       | D     | Nico Schulz           |
| 15 | Germania (bandiera)       | D     | Mats Hummels          |
| 16 | Belgio (bandiera)         | A     | Julien Duranville     |
| 17 | Germania (bandiera)       | C     | Marius Wolf           |
| 18 | Germania (bandiera)       | A     | Youssoufa Moukoko     |
| 19 | Germania (bandiera)       | C     | Julian Brandt         |
| 20 | Francia (bandiera)        | A     | Anthony Modeste       |

| N. |                        | Ruolo | Calciatore            |
| -- | ---------------------- | ----- | --------------------- |
| 21 | Paesi Bassi (bandiera) | A     | Donyell Malen         |
| 22 | Inghilterra (bandiera) | C     | Jude Bellingham       |
| 23 | Germania (bandiera)    | C     | Emre Can              |
| 24 | Belgio (bandiera)      | C     | Thomas Meunier        |
| 25 | Germania (bandiera)    | D     | Niklas Süle           |
| 26 | Germania (bandiera)    | D     | Julian Ryerson        |
| 27 | Germania (bandiera)    | A     | Karim Adeyemi         |
| 30 | Germania (bandiera)    | C     | Felix Passlack        |
| 32 | Mali (bandiera)        | C     | Abdoulaye Kamara      |
| 33 | Germania (bandiera)    | P     | Alexander Meyer       |
| 35 | Polonia (bandiera)     | P     | Marcel Lotka          |
| 36 | Germania (bandiera)    | D     | Tom Rothe             |
| 38 | Germania (bandiera)    | P     | Luca Unbehaun         |
| 42 | Germania (bandiera)    | C     | Göktan Gürpüz         |
| 43 | Inghilterra (bandiera) | A     | Jamie Bynoe-Gittens   |
| 44 | Francia (bandiera)     | D     | Soumaïla Coulibaly    |
| 47 | Grecia (bandiera)      | D     | Antonios Papadopoulos |

## Calciomercato

### Sessione estiva
| Acquisti | Acquisti           | Acquisti       | Acquisti                   |
| R.       | Nome               | da             | Modalità                   |
| -------- | ------------------ | -------------- | -------------------------- |
| A        | Sébastien Haller   | Ajax           | definitivo (31 milioni €)  |
| A        | Karim Adeyemi      | Salisburgo     | definitivo (30 milioni €)  |
| D        | Nico Schlotterbeck | Friburgo       | definitivo (20 milioni €)  |
| A        | Anthony Modeste    | Porto          | definitivo (5,1 milioni €) |
| C        | Salih Özcan        | Colonia        | definitivo (5 milioni €)   |
| D        | Niklas Süle        | Bayern Monaco  | gratuito                   |
| P        | Marcel Lotka       | Hertha Berlino | gratuito                   |
| C        | Alexander Meyer    | Jahn Ratisbona | gratuito                   |

| Cessioni | Cessioni         | Cessioni        | Cessioni                    |
| R.       | Nome             | da              | Modalità                    |
| -------- | ---------------- | --------------- | --------------------------- |
| A        | Erling Haaland   | Manchester City | definitivo (60 milioni €)   |
| D        | Manuel Akanji    | Manchester City | definitivo (17,5 milioni €) |
| A        | Steffen Tigges   | Colonia         | definitivo (1,5 milioni €)  |
| C        | Axel Witsel      | Atlético Madrid | gratuito                    |
| P        | Roman Bürki      | St. Louis City  | gratuito                    |
| D        | Dan-Axel Zagadou |                 | svincolato                  |
| D        | Marcel Schmelzer |                 | ritiro                      |
| C        | Reinier          | Real Madrid     | fine prestito               |
| D        | Marin Pongračić  | Wolfsburg       | fine prestito               |

### Sessione invernale
| Acquisti | Acquisti          | Acquisti      | Acquisti                   |
| R.       | Nome              | da            | Modalità                   |
| -------- | ----------------- | ------------- | -------------------------- |
| A        | Julien Duranville | Anderlecht    | definitivo (8,5 milioni €) |
| D        | Julian Ryerson    | Union Berlino | definitivo (5 milioni €)   |

| Cessioni | Cessioni       | Cessioni | Cessioni              |
| R.       | Nome           | da       | Modalità              |
| -------- | -------------- | -------- | --------------------- |
| A        | Thorgan Hazard | PSV      | prestito (500 mila €) |

## Risultati

### Bundesliga

#### Girone di andata
| Arbitro: | Felix Brych (Monaco di Baviera) |

|          |           |  |
| Reus 10’ | Marcatori |  |

| Arbitro: | Tobias Welz (Wiesbaden) |

|                 |           |                                        |
| Gregoritsch 35’ | Marcatori | 77’ Bynoe-Gittens 84’ Moukoko 88’ Wolf |

| Arbitro: | Florian Badstübner (Norimberga) |

|                            |           |                                        |
| Brandt 45+2’ Guerreiro 77’ | Marcatori | 89’ Buchanan 90+3’ Schmidt 90+5’ Burke |

| Arbitro: | Tobias Stieler (Amburgo) |

|  |           |             |
|  | Marcatori | 32’ Modeste |

| Arbitro: | Daniel Siebert (Berlino) |

|          |           |  |
| Reus 16’ | Marcatori |  |

| Arbitro: | Sven Jablonski (Brema) |

|                                     |           |  |
| Orban 6’ Szoboszlai 45’ Haidara 84’ | Marcatori |  |

| Arbitro: | Felix Brych (Monaco di Baviera) |

|             |           |  |
| Moukoko 78’ | Marcatori |  |

| Arbitro: | Harm Osmers (Hannover) |

|                                   |           |                               |
| Kainz 53’ Tigges 56’ Ljubicic 71’ | Marcatori | 31’ Brandt 79’ (aut.) Schmitz |

| Arbitro: | Deniz Aytekin (Oberasbach) |

|                           |           |                       |
| Moukoko 74’ Modeste 90+5’ | Marcatori | 33’ Goretzka 53’ Sané |

| Arbitro: | Tobias Stieler (Amburgo) |

|                 |           |  |
| Haberer 8’, 21’ | Marcatori |  |

| Arbitro: | Daniel Schlager (Hügelsheim) |

|                                                   |           |  |
| Bellingham 2’, 53’ Süle 13’ Reyna 44’ Moukoko 72’ | Marcatori |  |

| Arbitro: | Sascha Stegemann (Niederkassel) |

|            |           |                           |
| Kamada 26’ | Marcatori | 20’ Brandt 52’ Bellingham |

| Arbitro: | Tobias Stieler (Amburgo) |

|                                    |           |  |
| Moukoko 8’, 45+2’ Reyna 12’ (rig.) | Marcatori |  |

| Arbitro: | Christian Dingert (Lebecksmühle) |

|                            |           |  |
| van de Ven 6’ Nmecha 90+1’ | Marcatori |  |

| Arbitro: | Sven Jabloski (Brema) |

|                                               |           |                              |
| Hofmann 4’ Bensebaini 26’ Thuram 30’ Koné 46’ | Marcatori | 19’ Brandt 40’ Schlotterbeck |

| Arbitro: | Frank Willenborg (Osnabrück) |

|                                                              |           |                                      |
| Bellingham 29’ Schlotterbeck 42’ Bynoe-Gittens 75’ Reyna 78’ | Marcatori | 40’ Maier 45+1’ Demirović 76’ Čolina |

| Arbitro: | Sascha Stegemann (Niederkassel) |

|        |           |                        |
| Lee 2’ | Marcatori | 4’ Ryerson 90+3’ Reyna |

#### Girone di ritorno
| Arbitro: | Tobias Welz (Wiesbaden) |

|  |           |                                |
|  | Marcatori | 33’ Adeyemi 53’ (aut.) Tapsoba |

| Arbitro: | Robert Schröder (Hannover) |

|                                                               |           |           |
| Schlotterbeck 25’ Adeyemi 48’ Haller 51’ Brandt 69’ Reyna 82’ | Marcatori | 45’ Höler |

| Arbitro: | Felix Brych (Monaco di Baviera) |

|  |           |                              |
|  | Marcatori | 67’ Bynoe-Gittens 85’ Brandt |

| Arbitro: | Harm Osmers (Hannover) |

|                                           |           |             |
| Adeyemi 27’ Malen 31’ Reus 76’ Brandt 90’ | Marcatori | 46’ Tousart |

| Arbitro: | Martin Petersen (Stoccarda) |

|  |           |            |
|  | Marcatori | 43’ Brandt |

| Arbitro: | Sven Jablonski (Brema) |

|                         |           |              |
| Reus 21’ (rig.) Can 39’ | Marcatori | 74’ Forsberg |

| Arbitro: | Marco Fritz (Korb) |

|                        |           |                                 |
| Bülter 50’ Karaman 79’ | Marcatori | 38’ Schlotterbeck 60’ Guerreiro |

| Arbitro: | Daniel Siebert (Berlino) |

|                                                       |           |           |
| Guerreiro 15’ Haller 17’, 69’ Reus 32’, 70’ Malen 36’ | Marcatori | 42’ Selke |

| Arbitro: | Marco Fritz (Korb) |

|                                            |           |                          |
| Kobel 13’ (aut.) Müller 18’, 23’ Coman 50’ | Marcatori | 72’ (rig.) Can 90’ Malen |

| Arbitro: | Daniel Schlager (Hügelsheim) |

|                       |           |             |
| Malen 28’ Moukoko 79’ | Marcatori | 61’ Behrens |

| Arbitro: | Harm Osmers (Hannover) |

|                                                    |           |                                     |
| T. Coulibaly 78’ Vagnoman 84’ Katompa Mvumpa 90+7’ | Marcatori | 26’ Haller 33’ Malen 90+2’ G. Reyna |

| Arbitro: | Deniz Aytekin (Oberasbach) |

|                                           |           |  |
| Bellingham 19’ Malen 24’, 66’ Hummels 41’ | Marcatori |  |

| Arbitro: | Sascha Stegemann (Niederkassel) |

|            |           |            |
| Losilla 5’ | Marcatori | 7’ Adeyemi |

| Arbitro: | Marco Fritz (Korb) |

|                                                           |           |  |
| Adeyemi 14’, 59’ Haller 28’ Malen 37’ Bellingham 54’, 86’ | Marcatori |  |

| Arbitro: | Daniel Schlager (Hügelsheim) |

|                                                            |           |                                  |
| Malen 5’ Bellingham 18’ (rig.) Haller 20’, 32’ Reyna 90+4’ | Marcatori | 75’ (rig.) Bensebaini 85’ Stindl |

| Arbitro: | Tobias Welz (Wiesbaden) |

|  |           |                              |
|  | Marcatori | 58’, 84’ Haller 90+3’ Brandt |

| Arbitro: | Marco Fritz (Korb) |

|                          |           |                              |
| Guerreiro 69’ Süle 90+6’ | Marcatori | 15’ Hanche-Olsen 24’ Onisiwo |

### DFB-Pokal
| Arbitro: | Benjamin Brand (Bamberga) |

|  |           |                                     |
|  | Marcatori | 8’ Malen 31’ Bellingham 35’ Adeyemi |

| Arbitro: | Sven Jablonski (Brema) |

|  |           |                                            |
|  | Marcatori | 11’ (aut.) Arrey-Mbi 71’ (rig.) Bellingham |

| Arbitro: | Tobias Stieler (Obertshausen) |

|                   |           |                    |
| Stöger 64’ (rig.) | Marcatori | 45+1’ Can 70’ Reus |

| Arbitro: | Felix Brych (Monaco di Baviera) |

|                        |           |  |
| Werner 22’ Orban 90+8’ | Marcatori |  |

### UEFA Champions League

#### Fase a gironi
| Arbitro: | Letexier |

|                                       |           |  |
| Reus 35’ Guerreiro 42’ Bellingham 83’ | Marcatori |  |

| Arbitro: | Orsato |

|                       |           |                |
| Stones 80’ Håland 84’ | Marcatori | 56’ Bellingham |

| Arbitro: | Mariani |

|               |           |                                                    |
| En-Nesyri 51’ | Marcatori | 6’ Guerreiro 41’ Bellingham 43’ Adeyemi 75’ Brandt |

| Arbitro: | Jovanović |

|                |           |             |
| Bellingham 35’ | Marcatori | 18’ Nianzou |

| Dortmund 25 ottobre 2022, ore 21:00 CEST 5ª giornata | Borussia Dortmund | 0 – 0 referto | Manchester City | Signal Iduna Park (81 000 spett.)\| Arbitro: \| Massa \| |
| Arbitro:                                             | Massa             |               |                 |                                                          |

| Arbitro: | Ağayev |

|                |           |            |
| Haraldsson 41’ | Marcatori | 23’ Hazard |

#### Fase a eliminazione diretta
| Arbitro: | Gil Manzano |

|             |           |  |
| Adeyemi 63’ | Marcatori |  |

| Arbitro: | Makkelie |

|                                 |           |  |
| Sterling 43’ Havertz 53’ (rig.) | Marcatori |  |

## Statistiche

### Statistiche di squadra
| Competizione      | Punti | In casa | In casa | In casa | In casa | In casa | In casa | In trasferta | In trasferta | In trasferta | In trasferta | In trasferta | In trasferta | Totale | Totale | Totale | Totale | Totale | Totale | DR  |
| Competizione      | Punti | G       | V       | N       | P       | Gf      | Gs      | G            | V            | N            | P            | Gf           | Gs           | G      | V      | N      | P      | Gf     | Gs     | DR  |
| ----------------- | ----- | ------- | ------- | ------- | ------- | ------- | ------- | ------------ | ------------ | ------------ | ------------ | ------------ | ------------ | ------ | ------ | ------ | ------ | ------ | ------ | --- |
| Bundesliga        | 71    | 17      | 14      | 2       | 1       | 55      | 17      | 17           | 8            | 3            | 6            | 28           | 27           | 34     | 22     | 5      | 7      | 83     | 44     | +39 |
| Coppa di Germania | -     | 0       | 0       | 0       | 0       | 0       | 0       | 4            | 3            | 0            | 1            | 7            | 3            | 4      | 3      | 0      | 1      | 7      | 3      | +4  |
| Champions League  | 9     | 4       | 2       | 2       | 0       | 5       | 1       | 4            | 1            | 1            | 2            | 6            | 6            | 8      | 3      | 3      | 2      | 11     | 7      | +4  |
| Totale            | -     | 21      | 16      | 4       | 1       | 60      | 18      | 25           | 12           | 4            | 9            | 41           | 36           | 46     | 28     | 8      | 10     | 101    | 54     | +47 |

### Andamento in campionato
| Giornata  | 1 | 2 | 3 | 4 | 5 | 6 | 7 | 8 | 9 | 10 | 11 | 12 | 13 | 14 | 15 | 16 | 17 | 18 | 19 | 20 | 21 | 22 | 23 | 24 | 25 | 26 | 27 | 28 | 29 | 30 | 31 | 32 | 33 | 34 |
| --------- | - | - | - | - | - | - | - | - | - | -- | -- | -- | -- | -- | -- | -- | -- | -- | -- | -- | -- | -- | -- | -- | -- | -- | -- | -- | -- | -- | -- | -- | -- | -- |
| Luogo     | C | T | C | T | C | T | C | T | C | T  | C  | T  | C  | T  | T  | C  | T  | T  | C  | T  | C  | T  | C  | T  | C  | T  | C  | T  | C  | T  | C  | C  | T  | C  |
| Risultato | V | V | P | V | V | P | V | P | N | P  | V  | V  | V  | P  | P  | V  | V  | V  | V  | V  | V  | V  | V  | N  | V  | P  | V  | N  | V  | N  | V  | V  | V  | N  |
| Posizione | 7 | 2 | 7 | 5 | 2 | 5 | 2 | 4 | 4 | 8  | 5  | 4  | 4  | 6  | 6  | 6  | 5  | 4  | 3  | 3  | 2  | 2  | 2  | 2  | 1  | 2  | 2  | 2  | 1  | 2  | 2  | 2  | 1  | 2  |

Fonte:  Bundesliga - Tabelle, su bundesliga.com.
Legenda:

Luogo: C = Casa; T = Trasferta. Risultato: V = Vittoria; N = Pareggio; P = Sconfitta.

### Statistiche dei giocatori
In corsivo i giocatori che hanno lasciato la squadra a stagione già iniziata.
| Giocatore        | Bundesliga | Bundesliga | Bundesliga  | Bundesliga | Coppa di Germania | Coppa di Germania | Coppa di Germania | Coppa di Germania | Champions League | Champions League | Champions League | Champions League | Totale   | Totale | Totale      | Totale     |
| Giocatore        | Presenze   | Reti       | Ammonizioni | Espulsioni | Presenze          | Reti              | Ammonizioni       | Espulsioni        | Presenze         | Reti             | Ammonizioni      | Espulsioni       | Presenze | Reti   | Ammonizioni | Espulsioni |
| ---------------- | ---------- | ---------- | ----------- | ---------- | ----------------- | ----------------- | ----------------- | ----------------- | ---------------- | ---------------- | ---------------- | ---------------- | -------- | ------ | ----------- | ---------- |
| K. Adeyemi       | 24         | 6          | 9           | 0          | 2                 | 1                 | 0                 | 1                 | 6                | 2                | 1                | 0                | 32       | 9      | 10          | 1          |
| J. Bellingham    | 31         | 8          | 8           | 0          | 4                 | 2                 | 1                 | 0                 | 7                | 4                | 2                | 0                | 42       | 14     | 11          | 0          |
| J. Brandt        | 32         | 9          | 2           | 0          | 3                 | 0                 | 0                 | 0                 | 7                | 1                | 0                | 0                | 42       | 10     | 2           | 0          |
| J. Bynoe-Gittens | 15         | 3          | 1           | 0          | 3                 | 0                 | 0                 | 0                 | 2                | 0                | 0                | 0                | 20       | 3      | 1           | 0          |
| E. Can           | 26         | 2          | 8           | 0          | 4                 | 1                 | 1                 | 0                 | 7                | 0                | 2                | 0                | 37       | 3      | 11          | 0          |
| S. Coulibaly     | 1          | 0          | 0           | 0          | 0                 | 0                 | 0                 | 0                 | 0                | 0                | 0                | 0                | 1        | 0      | 0           | 0          |
| M. Dahoud        | 9          | 0          | 1           | 0          | 1                 | 0                 | 0                 | 0                 | 0                | 0                | 0                | 0                | 10       | 0      | 1           | 0          |
| J. Duranville    | 1          | 0          | 0           | 0          | 0                 | 0                 | 0                 | 0                 | 0                | 0                | 0                | 0                | 1        | 0      | 0           | 0          |
| R. Guerreiro     | 26         | 3          | 3           | 0          | 3                 | 0                 | 0                 | 0                 | 6                | 2                | 0                | 0                | 35       | 5      | 3           | 0          |
| S. Haller        | 18         | 9          | 1           | 0          | 1                 | 0                 | 0                 | 0                 | 2                | 0                | 0                | 0                | 21       | 9      | 1           | 0          |
| T. Hazard        | 14         | 0          | 1           | 0          | 2                 | 0                 | 1                 | 0                 | 5                | 1                | 0                | 0                | 21       | 1      | 2           | 0          |
| M. Hummels       | 29         | 1          | 4           | 0          | 4                 | 0                 | 1                 | 0                 | 4                | 0                | 1                | 0                | 37       | 1      | 6           | 0          |
| G. Kobel         | 26         | -32        | 0           | 0          | 4                 | -3                | 0                 | 0                 | 4                | -2               | 0                | 0                | 34       | -37    | 0           | 0          |
| D. Malen         | 26         | 9          | 0           | 0          | 3                 | 1                 | 1                 | 0                 | 6                | 0                | 1                | 0                | 35       | 10     | 2           | 0          |
| T. Meunier       | 10         | 0          | 2           | 0          | 2                 | 0                 | 0                 | 0                 | 4                | 0                | 1                | 0                | 16       | 0      | 3           | 0          |
| A. Meyer         | 7          | -12        | 0           | 0          | 0                 | 0                 | 0                 | 0                 | 5                | -5               | 0                | 0                | 12       | -17    | 0           | 0          |
| A. Modeste       | 19         | 2          | 4           | 0          | 2                 | 0                 | 0                 | 0                 | 7                | 0                | 1                | 0                | 28       | 2      | 5           | 0          |
| M. Morey         | 0          | 0          | 0           | 0          | 0                 | 0                 | 0                 | 0                 | 0                | 0                | 0                | 0                | 0        | 0      | 0           | 0          |
| Y. Moukoko       | 26         | 7          | 0           | 0          | 3                 | 0                 | 0                 | 0                 | 6                | 0                | 0                | 0                | 35       | 7      | 0           | 0          |
| J. Njinmah       | 1          | 0          | 0           | 0          | 0                 | 0                 | 0                 | 0                 | 0                | 0                | 0                | 0                | 1        | 0      | 0           | 0          |
| S. Özcan         | 26         | 0          | 6           | 0          | 3                 | 0                 | 0                 | 0                 | 7                | 0                | 4                | 0                | 36       | 0      | 10          | 0          |
| A. Papadopoulos  | 1          | 0          | 0           | 0          | 0                 | 0                 | 0                 | 0                 | 0                | 0                | 0                | 0                | 1        | 0      | 0           | 0          |
| M. Pašalić       | 1          | 0          | 0           | 0          | 0                 | 0                 | 0                 | 0                 | 0                | 0                | 0                | 0                | 1        | 0      | 0           | 0          |
| F. Passlack      | 3          | 0          | 0           | 0          | 1                 | 0                 | 0                 | 0                 | 1                | 0                | 0                | 0                | 5        | 0      | 0           | 0          |
| M. Reus          | 25         | 6          | 4           | 0          | 3                 | 1                 | 0                 | 0                 | 3                | 1                | 0                | 0                | 31       | 8      | 4           | 0          |
| G. Reyna         | 22         | 7          | 2           | 0          | 2                 | 0                 | 0                 | 0                 | 6                | 0                | 0                | 0                | 30       | 7      | 2           | 0          |
| T. Rothe         | 2          | 0          | 0           | 0          | 0                 | 0                 | 0                 | 0                 | 3                | 0                | 0                | 0                | 5        | 0      | 0           | 0          |
| J. Ryerson       | 17         | 1          | 2           | 0          | 2                 | 0                 | 1                 | 0                 | 1                | 0                | 1                | 0                | 20       | 1      | 4           | 0          |
| N. Schlotterbeck | 28         | 4          | 3           | 0          | 3                 | 0                 | 0                 | 0                 | 8                | 0                | 0                | 0                | 39       | 4      | 3           | 0          |
| N. Schulz        | 0          | 0          | 0           | 0          | 0                 | 0                 | 0                 | 0                 | 0                | 0                | 0                | 0                | 0        | 0      | 0           | 0          |
| N. Süle          | 29         | 2          | 2           | 0          | 4                 | 0                 | 0                 | 0                 | 8                | 0                | 2                | 0                | 41       | 2      | 4           | 0          |
| M. Wolf          | 25         | 1          | 2           | 0          | 3                 | 0                 | 0                 | 0                 | 4                | 0                | 1                | 0                | 32       | 1      | 3           | 0          |